# Vin Di Bona
Vin Di Bona est un producteur et réalisateur américain né en 1944.

## Filmographie
Comme producteur
- 1976 : Battle of the Network Stars (en) (TV)
- 1977 : Battle of the Network Stars II (en) (TV)
- 1977 : Battle of the Network Stars III (en) (TV)
- 1978 : Battle of the Network Stars IV (en) (TV)
- 1981 : Entertainment Tonight (série télévisée)
- 1987 : Animal Crack-Ups (en) (série télévisée)
- 1990 : America's Funniest Home Videos (série télévisée)
- 1990 : America's Funniest People (en) (série télévisée)
- 1991 : The Best of America's Funniest Home Videos (vidéo)
- 1992 : America's Funniest Pets (vidéo)
- 1994 : For the Love of Nancy (en) (TV)
- 1994 : Troublante vérité (Voices from Within) (TV)
- 1996 : The World's Funniest Videos (vidéo)
- 1997 : I Survived a Disaster (TV)
- 1997 : Touched by Evil (TV)
- 1998 : Show Me the Funny (série télévisée)
- 1999 : The Big Moment (série télévisée)
- 1999 : Chicken Soup for the Soul (série télévisée)
- 2002 : Meet the Marks (série télévisée)
- 2003 : The Dating Experiment (série télévisée)
- 2004 : That's Funny (série télévisée)
- 2005 : Trump Unauthorized (TV)
- 2005 : The Long Weekend

Comme réalisateur
- 1990 : America's Funniest Home Videos (série télévisée)
- 2004 : That's Funny (série télévisée)